# Château de Beaumont-sur-Vingeanne
Pour les articles homonymes, voir Château de Beaumont.
Le château de Beaumont-sur-Vingeanne est un château du XVIIIe siècle de style classique sur un parc de 6 hectares et un jardin potager à Beaumont-sur-Vingeanne en Côte-d'Or en Bourgogne. Il est inscrit aux Monument historique depuis le 16 avril 1948.

## Localisation
Le château est localisé rue de Richebourg à l'entrée sud du chef-lieu.

## Historique
En 1276, Jean de Vergy, sénéchal de Bourgogne, cède au duc Robert, son cousin, la mouvance de Beaumont et de la châtellenie de Renève. Au décès de Guillaume de Vergy en 1361 Amé de Renève reprend la châtellenie qui est ruiné par les écorcheurs en 1366. En 1424, Humbert, comte de la Roche, tient du duc la terre de Beaumont qui consiste en châtel, forteresse, bourg, murs et fossés. En 1528, Philippe Chabot, amiral de France, en reprend la moitié et nomme en 1537 un chapelain pour la chapelle castrale Saint-Catherine. En 1608, la terre de Beaumont consiste en un châtel environné de fossés avec plusieurs tours avec portails et poternes, pourpris et pont-levis[réf. souhaitée].
Lors de la guerre de Dix Ans, le 18 janvier 1636, le château est pris et pillé par Clinchamp et l'armée de Gallas l’investit une seconde fois le 8 novembre au retour du siège de Saint-Jean-de-Losne. La fin du conflit rend ensuite les fortifications sur la Vingeanne inutiles. Des travaux de réfection sont entrepris et en 1667 le château comprend un bâtiment "en ce qui reste de l'incendie". Le château actuel est édifié en 1723 par l'abbé Claude Jolyot (1670-1762). Il est restauré en 1936 puis à partir de 1942.

## Description
L’ensemble est implanté à flanc de colline, en bordure du village, au sud. Son plan joue sur le dénivelé du terrain, créant un rez-de-jardin en dessous de l'étage principal. Le logis est précédé d'une cour d'honneur accessible par une porte cochère et une porte piétonne. La loge du gardien et les remises sont réparties de part et d'autre de ce portail.
Le logis repose sur un étage de soubassement de 20 mètres sur 15 et comprend un rez-de-chaussée surélevé desservi par un escalier antérieur et par un escalier postérieur en U, un étage en entresol sur la moitié antérieure du bâtiment et un comble perdu. L’étage de soubassement, voûté, est accessible en façade par un escalier droit et par un escalier tournant reliant le vestibule aux celliers. L’entresol est desservi par deux escaliers droits. L'ensemble des bâtiments est couvert de tuiles plates, le logis  de tuiles vernissées.
Le jardin d'agrément, accessible par une porte cochère, est au sud-est, le potager au sud-ouest, les communs et parties agricoles au nord-est. L’accès à l'étage du bâtiment des communs se fait par un escalier tournant suspendu à volées droites avec rampe en fer forgé. Gros œuvre en pierre calcaire des carrières de Plantenay à Beaumont[réf. souhaitée].

## Mobilier
Le découpage de la disposition intérieure est originale afin de concilier l'augmentation de la surface habitable et la solennité des pièces d'apparat. Pour ces dernières, la qualité des ornements intérieurs semble relever d'un ornemaniste parisien.

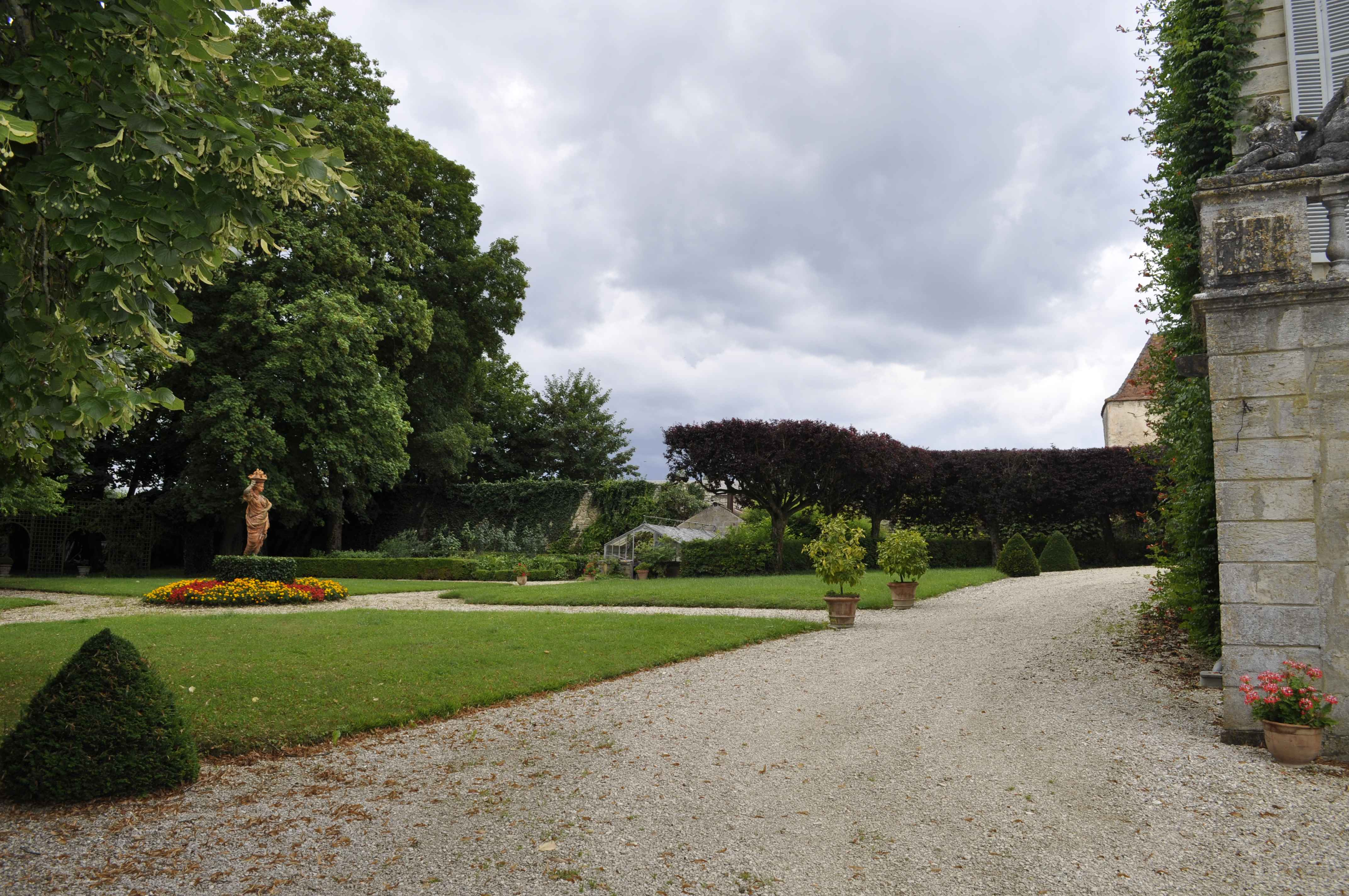
Vue sur les jardins.
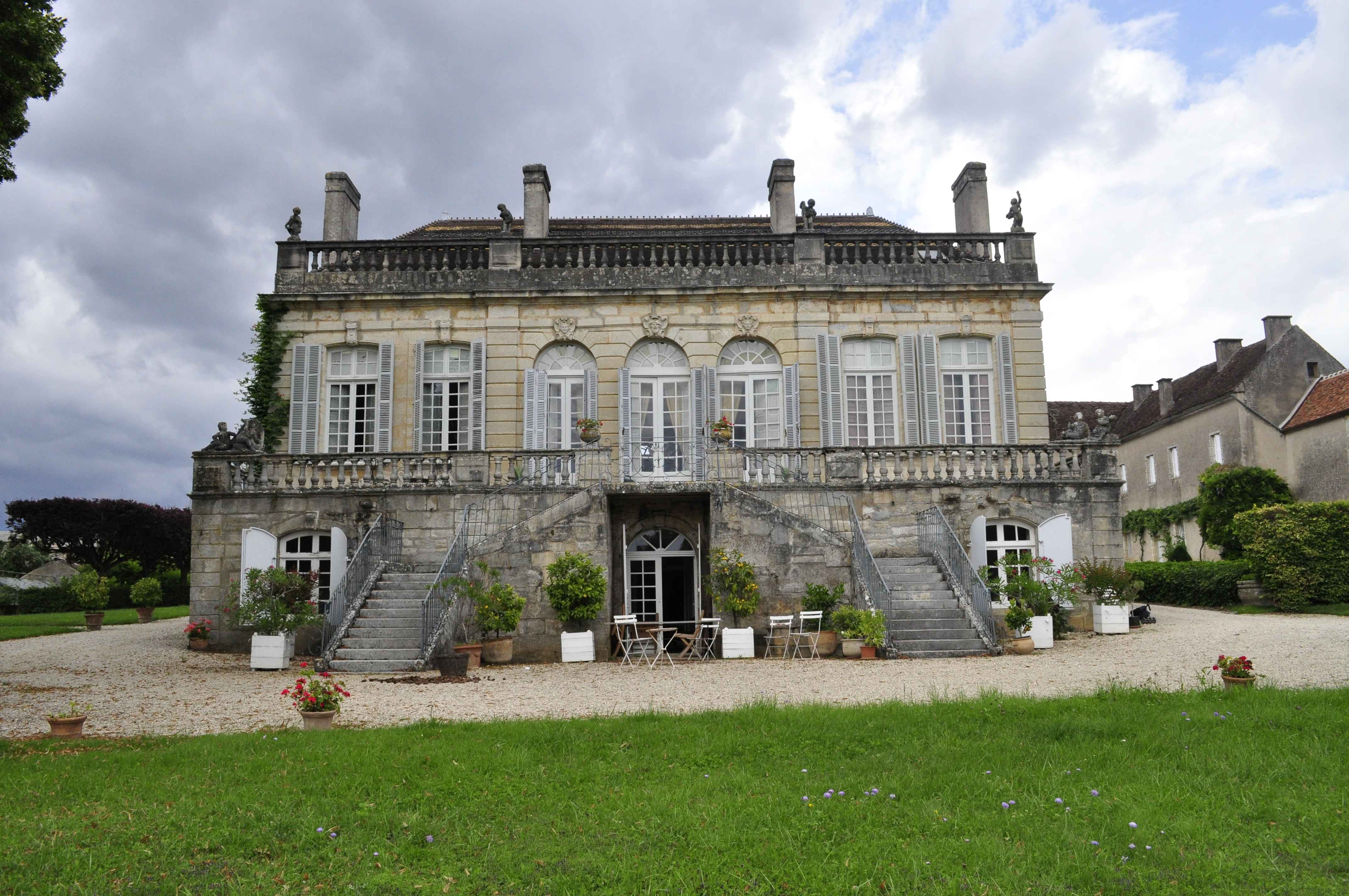
Façade postérieure avec rez-de-jardin.
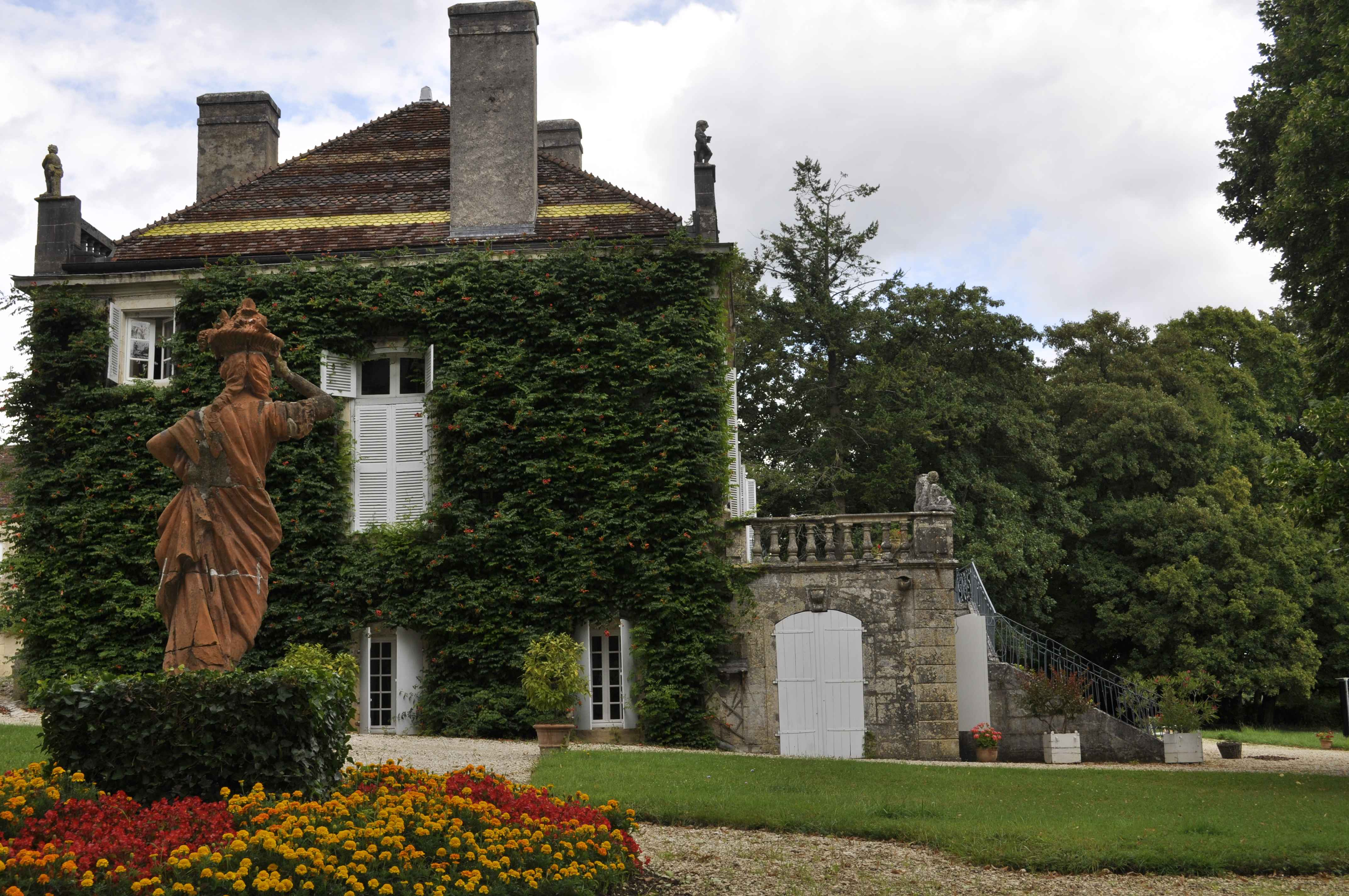
Pignon sud-ouest et rez-de-jardin.
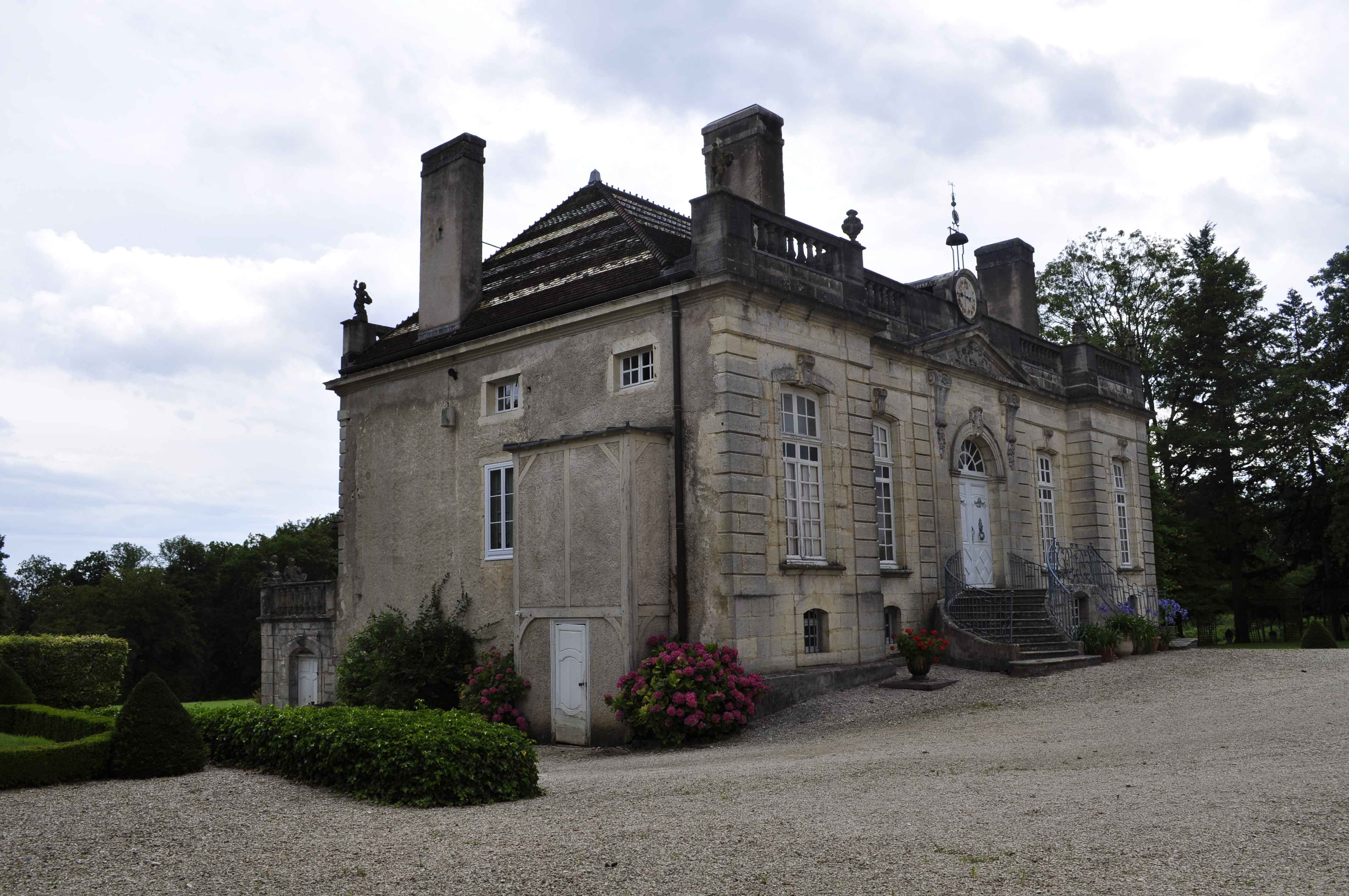
Façade antérieure et pignon nord-est.